# کاچیرینها (توکانتینس)
کاچیرینها (به پرتغالی: Cachoeirinha) یک منطقهٔ مسکونی در برزیل است که در توکانتینس واقع شده‌است. کاچیرینها ۳۵۲ کیلومتر مربع مساحت و ۲٬۲۸۴ نفر جمعیت دارد.